# The Beach Bum
The Beach Bum este un film de comedie stoner american regizat de Harmony Korine, avându-i ca protagoniști pe Matthew McConaughey, Snoop Dogg, Isla Fisher, Zac Efron, Jimmy Buffett, Martin Lawrence și Jonah Hill.